# Boldsaikhany Khongorzul
Boldsaikhany Khongorzul (Bajanhongor, 27 maggio 2001) è una lottatrice mongola, specializzata nella lotta libera.

## Palmarès
- Campionati asiatici

Ulaanbaatar 2022: bronzo nei 62 kg.